# Anders Christiansen (landmand)
 Der er flere personer med dette navn, se Anders Christiansen.
Anders Christiansen (12. april 1819 i Vester Tirsted ved Rødby – 4. oktober 1882 på Sankt Josephs Hospital i København) var en dansk gårdejer.
Han var søn af gårdejer Christian Clausen (1768-1839) og Anna Cathrine Rasmusdatter (1775-1847). Indtil sit 26. år blev Anders Christiansen, når undtages de tre år, i hvilke han aftjente sin militærtjeneste, i sit fædrenehjem. Han fik en god uddannelse i en af de almueskoler, som var etableret af grev C.D.F. Reventlow, og som bl.a. havde en god bogsamling. Sin værnepligt aftjente han 1840-42 som grenader i København. Her var han indkvarteret hos en snedker, og da Christiansen var en habil husflidsmand, som selv kunne forfærdige møbler, husgeråd, redskaber m.m., udførte han nogle genstande for De Massmannske Søndagsskoler. Han modtog senere en bronzemedalje på verdensudstillingen i Wien 1873.
1845 købte han selv gård på 60 tønder land i Vester Tirsted og ægtede 23. juli samme år i Vejleby Kirke en gårdmandsdatter, Lucie Pedersdatter (18. januar 1821 i Vejleby – 21. august 1892 i Vester Tirsted), datter af gårdejer Peder Jensen (1786-1844) og Maren Pedersdatter (1783-1864). Han var en ualmindelig fremskreden bonde, der gentagne gange hædredes, bl.a. med Landhusholdningsselskabets sølvbæger, for sine bestræbelser for roekulturens udbredelse, for husflidssagen, for nye og bedre sædarters indførelse osv. Mest kendt er hans arbejde for frugtkulturen. Hans gård var på alle sider omgivet af frugthaver; oprindelig forskrev han frugttræer fra Hamborg, snart havde han imidlertid træer af egen tiltrækning og af fortrinlige sorter, og hvad han selv ikke havde brug for, gav han rundhåndet bort til sine standsfæller. Hans planteskole blev kendt over hele Lolland, og de lollandske bønder, der tidligere ikke brød sig om anden træplantning end pileplantning ved gærderne, fik øjet op for frugttrækulturens økonomiske betydning. Næppe har nogen enkelt mand bidraget mere end Anders Christiansen til frugtavlens og frugttrækulturens fremme på Lolland.
Han var i en snes år korrespondent til Ugeskrift for Landmænd og har der, men navnlig i Dansk Landbotidende og Husvennen skrevet en række artikler. 1870 blev han Dannebrogsmand. 4. oktober 1882 døde han af en underlivssygdom.
Han er begravet på Tirsted Kirkegård.